# Achaearanea nigrodecorata
Achaearanea nigrodecorata är en spindelart som först beskrevs av William Joseph Rainbow 1920.  Achaearanea nigrodecorata ingår i släktet Achaearanea och familjen klotspindlar. Inga underarter finns listade i Catalogue of Life.